# Svartryggig myrtörnskata
Svartryggig myrtörnskata (Thamnophilus melanonotus) är en fågel i familjen myrfåglar inom ordningen tättingar.

## Utbredning och systematik
Fågeln förekommer i sluttnigen mot Karibien i norra Colombia och nordvästra Venezuela (österut till Miranda). Den behandlas som monotypisk, det vill säga att den inte delas in i några underarter.

## Status
IUCN kategoriserar den som livskraftig.